# Medal Nachimowa
Medal Nachimowa (ros. Медаль Нахимова) – radzieckie i rosyjskie odznaczenie wojskowe.
Medal Nachimowa został ustanowiony dekretem Prezydium Rady Najwyższej ZSRR z 3 marca 1944 roku, jednocześnie ustanowiono regulamin medalu oraz opisano odznakę. Medalem tym nagradzano marynarzy, żołnierzy, podoficerów i chorążych Floty Wojennej i morskich jednostek wojsk ochrony pogranicza.

## Zasady nadawania
Medal został ustanowiony dla „nagradzania za zasługi przy obronie socjalistycznej Ojczyzny, aktywną pomoc we wzorowym wypełnianiu zadań bojowych przez okręty Floty Wojennej i jednostki wojsk ochrony pogranicza”.

Medalem nagradzano za:
- umiejętne, aktywne i śmiałe działania w czasie wykonywania zadań bojowych przez okręty i jednostki wojskowe na morskich teatrach działań,
- męstwo wykazane przy obronie morskiej granicy państwowej ZSRR,
- za ofiarność i poświęcenie wykazane w czasie wypełniania żołnierskiego obowiązku oraz inne zasługi w czasie pełnienia służby wojskowej w sytuacjach zagrażających życiu.

Do 1981 roku Medalem Nachimowa nagrodzono ponad 13 tys. osób, a do 1 stycznia 1995 roku – około 14 020.

## Opis odznaki
Odznakę Medalu Nachimowa stanowi wykonany z brązu krążek o średnicy 36 mm; na którego awersie umieszczone jest wizerunek admirała Pawła Nachimowa. Dookoła w górnej części znajduje się przedzielony gwiazdką napis АДМИРАЛ НАХИМОВ („Admirał Nachimow”), a w dolnej części laurowy wieniec. Na rewersie umieszczony jest wypukły wizerunek okrętu żaglowego.
Medal zawieszony jest na metalowej baretce obciągniętej wstążką koloru niebieskiego z trzema podłużnymi, białymi paskami.